# Ин
Ин (на немски: Inn; на латински: Aenus) е река в Швейцария (кантон Граубюнден), Австрия (провинция Тирол) и Германия (провинция Бавария), десен приток на Дунав. Дължината ѝ е 517 km, а площта на водосборния ѝ басейн – 26 134 km².

## Географска характеристика

### Извор, течение, устие
Река Ин води началото си от езерото Лунгинзе, разположено на 2491 m н.в., в южната част на Ретийските Алпи, в южната част на кантона Граубюнден, Швейцария. След това последователно протича през Зилското езеро (на 1800 m н.в.) и езерото Силваплана (на 1790 m) и продължава в североизточна посока през красивите планински долини Горен и Долен Енгадин. Между швейцарското село Мартина и австрийското Шалки на протежение от 6 km служи за граница между Швейцария и Австрия, след което окончателно навлиза на австрийска територия (провинция Тирол). Тук реката запазва своето северизточно направление, като в по-голямата си част тече в дълбока трогова долина в началото между Лехталските Алпи на север и Ецталските и Щубайските Алпи на юг, а след това между хребета Карвендел на север и Тунските и Кицбюлските Алпи на юг. След град Куфщайн завива на север, на протежение от 13 km е гранична река между Австрия и Германия, след което навлиза на германска територия (провинция Бавария). При град Розенхайм Ин окончателно напуска планините, постепенно завива на североизток и пресича югоизточната част на Швабско-Баварското плато, където долината ѝ се разширява и изплитнява. При германското село Бергам Ин получава отдясно най-големия си приток река Залцах и оттук до устието си служи за граница между Германия и Австрия. Преди устието си с къс пролом преодолява югоизточната част на възвишението Баварски лес, след което в източната част на германския град Пасау се влива отдясно в река Дунав при нейния 2225 km, на 293 m н.в.

### Водосборен басейн, притоци
На изток водосборният басейн на Ин граничи с водосборните басейни на реките Ашах, Инбах, Траун и Енс (десни притоци на Дунав), на югоизток – с водосборния басейн на река Драва (десен приток на Дунав), на юг – с водосборните басейни на реките Адидже и Ада (от басейна на Адриатическо море), на запад – с водосборния басейн на река Рейн, а на северозапад – с водосборните басейни на реките Лех, Изар и Филс (десни притоци на Дунав). В тези си граници площта на водосборния басейн на Ин възлиза на 26 134 km² (3,2% от водосборния басейн на Дунав). Разпределението на водосборния басейн на реката по държави е както следва: Австрия (16 130 km², 61,72%), Германия (8061 km², 30,84%), Швейцария (1698 km², 6,46%), Италия (254 km², 0,97%).
Основни притоци: леви – Зана (53 km), Мангфал (58 km), Изен (76 km), Рот (111 km); десни – Ецталер Ахе (67 km), Цилер (56 km), Алц (150 km), Залцах (225 km).

### Хидроложки показатели
Ин има ясно изразено пролетно и лятно в резултат от топенето на снеговете в Алпите и есенно-зимно маловодие. Средният годишен отток в устието на реката е около 800 m³/sec, а максималният – 7000 m³/sec.
Средномесечен годишен отток (m³/sec) на река Ин при Пасау
Години 1921/2006

## Стопанско значение, градове
Река ин е плавателна за плиткогазещи съдове в долното си течение, до устието на река Залцах. В миналото, преди развитието на железопътната мрежа, по нея се е транспортирал дървен материал и други стоки. В Австрия и Германия по течението ѝ е изградена каскада от ВЕЦ-ове със средно годишно производство на електроенергия от 3,9 млрд. квт/ч.
По цялото си протежение долината на реката е гъсто заселена. По-големите селища са градовете:
- Швейцария – Санкт Мориц;
- Австрия – Ландек, Цамс, Инсбрук, Золбад Хал, Швац, Крамзах, Куфщайн, Браунау на Ин;
- Германия – Розенхайм, Мюлдорф, Пасау.[1]